# Estación de Puntal de la Cruz
Punta de la Cruz fue una estación de ferrocarril situada en el municipio español de Aljaraque, en la provincia de Huelva. Las instalaciones formaban parte del ferrocarril de Tharsis, que estuvo operativo durante los siglos XIX y XX. En la actualidad la estación se encuentra desmantelada en su casi totalidad.

## Historia
El ferrocarril de Tharsis fue inaugurado el 6 de febrero de 1871, tras varios años de obras. La construcción corrió a cargo de la Tharsis Sulphur and Copper Company Limited, empresa de capital británico que poseía varias minas en la zona y buscaba dar salida al mineral extraído. La estación de Puntal de la Cruz fue inaugurada hacia 1884, estando situada en las cercanías del muelle-embarcadero que la compañía poseía sobre el río Odiel para la carga del mineral. Las instalaciones, que contaban con varias vías de apartadero para permitir el cruce de los trenes, también dispusieron de servicio de viajeros durante muchos años. La vía general entre Corrales y el Puntal fue clausurada al tráfico en 1993, tras lo cual las instalaciones de la zona quedaron fuera de servicio.

## Características
Las instalaciones de Puntal de la Cruz contaban con un edificio de viajeros, al que más tarde adosaría una vivienda para el guarda y un huerto. Para facilitar las maniobras de los trenes se construyeron varias vías de apartadero respecto de la vía general. A esta estación no solo llegaban empleados del ferrocarril, sino también viajeros procedentes de muchos lugares de la provincia. La existencia de un pequeño embarcadero de madera convirtió al Puntal de la Cruz en un nodo de comunicaciones, ya que a través del mismo había un enlace directo con la capital a través de la ría de Huelva. Había otras edificaciones en el recinto, como una cantina para los trabajadores o una subestación eléctrica que se construyó en 1918 con motivo de la electrificación de las instalaciones del muelle-embarcadero.
En 1995, tras haber caído en desuso, las instalaciones fueron desmanteladas. Solo se conserva el edificio de la antigua subestación eléctrica.